# JT Marcinkowski
James Thomas « JT » Marcinkowski, né le 9 mai 1997 à Alamo en Californie, est un joueur américain de soccer qui joue au poste de gardien de but au Galaxy de Los Angeles en MLS.

## Biographie

### Parcours universitaire
Natif d'Alamo, JT Marcinkowski fait ses débuts sportifs au Mustang SC, un petit club de sa ville natale,. Il obtient son diplôme de secondaire à De La Salle High School de Concord en 2015,. Il joue ensuite au soccer au niveau universitaire à l'Université Georgetown, à Washington, D.C., entre 2015 et 2017,. 
Il est nommé dans l'équipe-type freshman de pré-saison de TopDrawerSoccer (en),. Le 28 août 2015, il participe à son premier match en tant que titulaire avec les Hoyas face aux Eagles de Florida Gulf Coast (en) en réalisant un blanchissage (0-0). Nommé meilleur freshman et meilleur gardien de la semaine de la Big East le 14 septembre,. Deux semaines plus tard, il est nommé pour la deuxième fois meilleur freshman de la semaine de la Big East,. Puis, il figure au tableau d'honneur hebdomadaire lorsqu'il réalise son troisième blanchissage consécutif face aux Bulldogs de Butler,. Après avoir réalisé son cinquième blanchissage consécutif face aux Blue Demons de DePaul, il est nommé meilleur freshman de la semaine de la Big East le 19 octobre,. Il remporte la distinction du meilleur freshman de l'année, puis membre de l'équipe-type freshman et de l'équipe-type de la Big East le 6 novembre,. Le 15 novembre, il remporte le tournoi de la Big East (en) face aux Bluejays de Creighton (victoire 2-1). Nommé dans l'équipe-type du tournoi. Les Hoyas participent aux séries éliminatoires du championnat de la NCAA, mais perdent au troisième tour face aux Eagles de Boston College. Il est nommé dans la deuxième équipe-type des Grands Lacs (en) de la NSCAA (en) le 14 décembre.
Il est nommé co-capitaine de l'équipe pour la saison 2016 avec Bakie Goodman et Brett Campbell le 21 avril 2016. Il remporte la distinction du meilleur gardien et nommé dans l'équipe-type de pré-saison de la Big East le 17 août,. Une semaine plus tard, il est nommé dans la deuxième équipe-type de pré-saison de TopDrawerSoccer (en),. Les Hoyas ne parvient pas à se qualifier pour les séries éliminatoires du championnat de la NCAA.
Il est de nouveau nommé co-capitaine de l'équipe pour la saison 2017 avec Chris Lema et Brendan McDonough le 19 avril 2017. Il remporte la distinction du meilleur gardien et nommé dans l'équipe-type de pré-saison de la Big East le 16 août,. Cinq jours plus tard, il est nommé dans la troisième équipe-type de pré-saison de TopDrawerSoccer (en). Après avoir réalisé son premier blanchissage de la saison face aux Eagles d'American (en), il figure au tableau d'honneur hebdomadaire,. Nommé meilleur gardien de la semaine de la Big East le 4 septembre,. La semaine suivante, il figure de nouveau au tableau d'honneur hebdomadaire,. Après avoir réalisé son quatrième blanchissage de la saison face aux Bulldogs de Butler, il est nommé pour la deuxième fois meilleur gardien de la semaine de la Big East le 9 octobre,. La semaine suivante, il figure de nouveau au tableau d'honneur hebdomadaire lorsqu'il réalise son cinquième blanchissage face aux Wildcats de Villanova. Puis, il est nommé meilleur gardien de la semaine de la Big East pour la troisième fois de la saison le 23 octobre,. Il est membre de la deuxième équipe-type de la Big East le 3 novembre,. Le 12 novembre, il remporte pour la deuxième fois le tournoi de la Big East (en) face aux Musketeers de Xavier (victoire 2-1). Il remporte la distinction du meilleur joueur défensif et membre de l'équipe-type du tournoi. Puis, les Hoyas participent une nouvelle fois aux séries éliminatoires du championnat de la NCAA, mais perdent au deuxième tour face aux Mustangs de SMU (défaite 1-2). Nommé dans la troisième équipe-type des Grands Lacs (en), puis dans l'équipe-type du Sud des United Soccer Coaches (en) et dans la troisième équipe-type de TopDrawerSoccer (en) en décembre 2017,,. En 57 rencontres, il réalise 21 blanchissages avec les Hoyas de Georgetown,.
JT Marcinkowski continue à jouer au soccer pendant ses vacances d'été, lorsqu'il rejoint les Dragons de Burlingame en PDL,,. Le 21 mai 2016, il fait ses débuts en tant que titulaire en PDL face aux Cougars de BYU (défaite 2-1). Il dispute deux rencontres avec les Dragons de Burlingame en 2016.

### Carrière en club
JT Marcinkowski signe avec les Earthquakes de San José son premier contrat en tant que Homegrown Player le 6 décembre 2017,. Il devient le troisième Homegrown Player de l'histoire de la franchise. En février 2018, il est prêté au Reno 1868 FC qui évolue en USL,. Le 17 mars, il fait ses débuts en pro lors du match de la USL face aux Rangers de Swope Park (défaite 3-4). Il réalise son premier blanchissage en USL face aux Switchbacks de Colorado Springs le 5 mai (0-0),. Il dispute son premier match avec les Earthquakes en match amical face au club anglais de Manchester United le 22 juillet (0-0). Le 19 septembre, il fait ses débuts en MLS contre Atlanta United (défaite 3-4). Trois jours plus tard, il effectue six arrêts lors de la défaite de 2-0 contre le Los Angeles FC. Il réalise son premier blanchissage en MLS face aux Rapids du Colorado le 21 octobre (0-0). Le 5 novembre, il est nommé rookie de l’année du Reno 1868 FC. 
Au début de la saison 2019, il est de nouveau prêté en USL Championship, au Reno 1868 FC. Après avoir réalisé ses deux premiers blanchissages de la saison, il est nommé dans l'équipe-type de la semaine 17 de la USL Championship, mais en tant que remplaçant,. Lors du match nul et vierge contre le Locomotive d'El Paso (0-0), il réalise neuf arrêts. Il est nommé meilleur joueur et dans l'équipe-type de la semaine 31 de la USL Championship le 8 octobre.
Avec des prestations en demi-teinte depuis le début de la saison 2020 de Daniel Vega, il s'impose par la suite progressivement en tant que titulaire. En onze rencontres de saison régulière, il réalise quatre blanchissages,. Il aide les Earthquakes à se qualifier pour les séries éliminatoires.

### Carrière internationale
Avec l'équipe des États-Unis des moins de 20 ans, il prend part au championnat continental des moins de 20 ans en 2017,, où il est titulaire en poule contre Saint-Christophe-et-Niévès (en), avant d'assister sur le banc à la victoire des siens contre le Honduras en finale, ; puis il participe à la Coupe du monde des moins de 20 ans qui suit,, mais ne prend part à aucune rencontre,, les américains sont éliminés en quart de finale par le Venezuela,.
Le 3 décembre 2020, il est convoqué pour la première fois en équipe des États-Unis par le sélectionneur national Gregg Berhalter, pour un match amical contre le Salvador,, sans que le jeune gardien n'y fasse toutefois ses débuts. Il a également participer à deux rassemblements des Stars and Stripes en mai 2019, puis en janvier 2020.
Le 1er mars 2021, il est retenu dans la pré-liste de trente-et-un joueurs pour le tournoi pré-olympique masculin de la CONCACAF 2020 avec les moins de 23 ans,. Dix jours plus tard, il est retenu dans la liste finale de vingt joueurs appelés à disputer le tournoi,, où il est titulaire en poule contre la République dominicaine (en), avant d'assister sur le banc à la défaite des siens contre le Honduras en demi-finale,.

## Statistiques

### Statistiques en club
| Saison                | Club                    | Championnat           | Championnat | Championnat | Coupe(s) nationale(s) | Coupe(s) nationale(s) | Compétition(s) continentale(s) | Compétition(s) continentale(s) | Compétition(s) continentale(s) | Séries | Séries | Total | Total |
| Saison                | Club                    | Division              | M.          | B.          | M.                    | B.                    | Comp.                          | M.                             | B.                             | M.     | B.     | M.    | B.    |
| 2018                  | Earthquakes de San José | MLS                   | 5           | 0           | -                     | -                     | -                              | -                              | -                              | -      | -      | 5     | 0     |
| 2020                  | Earthquakes de San José | MLS                   | 11          | 0           | -                     | -                     | -                              | -                              | -                              | 1      | 0      | 12    | 0     |
| 2021                  | Earthquakes de San José | MLS                   | 33          | 0           | -                     | -                     | -                              | -                              | -                              | -      | -      | 33    | 0     |
| 2022                  | Earthquakes de San José | MLS                   | 33          | 0           | 0                     | 0                     | -                              | -                              | -                              | -      | -      | 33    | 0     |
| 2023                  | Earthquakes de San José | MLS                   | 13          | 0           | 0                     | 0                     | LC                             | 0                              | 0                              | -      | -      | 13    | 0     |
| Sous-total            | Sous-total              | Sous-total            | 95          | 0           | 0                     | 0                     | -                              | 0                              | 0                              | 1      | 0      | 96    | 0     |
| 2018                  | Reno 1868 FC (prêt)     | USL                   | 24          | 0           | -                     | -                     | -                              | -                              | -                              | -      | -      | 24    | 0     |
| 2019                  | Reno 1868 FC (prêt)     | USLC                  | 16          | 0           | 1                     | 0                     | -                              | -                              | -                              | 0      | 0      | 17    | 0     |
| 2020                  | Reno 1868 FC (prêt)     | USLC                  | 1           | 0           | -                     | -                     | -                              | -                              | -                              | -      | -      | 1     | 0     |
| Sous-total            | Sous-total              | Sous-total            | 41          | 0           | 1                     | 0                     | -                              | -                              | -                              | 0      | 0      | 42    | 0     |
| 2025                  | Galaxy de Los Angeles   | MLS                   | 0           | 0           | -                     | -                     | LC                             | 0                              | 0                              | -      | -      | 0     | 0     |
| Total sur la carrière | Total sur la carrière   | Total sur la carrière | 136         | 0           | 1                     | 0                     | -                              | 0                              | 0                              | 1      | 0      | 138   | 0     |

## Palmarès
| Hoyas de Georgetown - Vainqueur de la saison régulière de la Big East en 2015 - Vainqueur du tournoi de la Big East (en) en 2015 et 2017 | États-Unis des moins de 20 ans - Vainqueur du championnat de la CONCACAF des moins de 20 ans en 2017 |  |

### Distinctions personnelles
- Meilleur freshman de l'année de la Big East en 2015[103]
- Meilleur joueur défensif du tournoi de la Big East (en) en 2017[104]
- Membre de l'équipe-type du tournoi de la Big East (en) en 2015 et 2017[103],[104]
- Membre de l'équipe-type de la Big East en 2015[103]
- Membre de la 2e équipe-type de la Big East en 2017[104]
- Membre de la 3e équipe-type de TopDrawerSoccer (en) en 2017
- Membre de l'équipe-type freshman de la Big East en 2015[103]
- Désigné trois fois « meilleur freshman de la semaine de la Big East » et quatre fois « meilleur gardien de la semaine de la Big East » dont une fois « joueur national de la semaine »[103],[104],[105]
- Figurant quatre fois au « tableau d'honneur hebdomadaire de la Big East »[103],[104]